# Tereza Albues
Tereza Albues Eisenstat (Várzea Grande, 24 de agosto de 1936 – Nova York, 5 de outubro de 2005) foi uma escritora brasileira.

## Biografia e carreira
Albues nasceu em Várzea Grande em 1936. Ela formou-se em direito, em letras e em jornalismo pela Universidade Federal do Rio de Janeiro (UFRJ).
Trabalhou como professora de latim e língua portuguesa na década de 1970. Em 1980, mudou-se para São Francisco e depois Nova York, nos Estados Unidos. De lá, escreveu todas as suas obras. Seus primeiros romances são ambientados nas planícies do Pantanal. Fez cursos de inglês na Universidade da Califórnia em Berkeley e no Community College Center. Na Universidade Estadual de São Francisco, logrou uma nova graduação, dessa vez em educação infantil.
Albues faleceu no dia 5 de outubro de 2005 em Nova York em decorrencia de um câncer colorretal.
Em 2013, Albues foi selecionada como Patrona Perpétua das Letras Brasileiras em Nova York pelo Brazilian Endowment for the Arts (em português: Fundo Brasileiro para as Artes). Já em 2022, foi selecionada como Mestre da Cultura em Mato Grosso.